# 帕洛索群島
帕洛索群島（Palosuo Islands），是南極洲的群島，位於雷諾島以西，處於毛爾斯塔德角以北2.8公里，屬於比斯科群島的一部分，在1957年被繪入阿根廷地圖，以芬蘭海洋學家命名，現時由南極條約體系管理。
65°37′S 66°5′W / 65.617°S 66.083°W